# Лі Мін Чон
Лі Мін Чон (кор. 이민정, 李珉廷, I Minjeong, нар. 16 лютого 1982, Сеул, Південна Корея) — південнокорейська акторка. Стала відомою завдяки ролям у телесерілах «Хлопці кращі за квіти» (2009) та «Усміхнися, ти» (2009).

## Біографія
Лі Мін Чон народилася 16 лютого 1982 року. Свою акторську кар'єру вона розпочала у 2004 році з епізодичної ролі в кіно. У наступні декілька років молода акторка виконувала другорядні ролі в фільмах та серіалах. Проривним в кар'єрі Мін Чон став 2009 рік; спочатку вона отримала другорядну роль в популярному серіалі «Хлопці кращі за квіти», участь в якому підвищила її впізнаваємість. Вже восени того ж року вона зіграла свою першу головну роль в романтично комедійному серіалі «Усміхнися, ти». Далі була роль в містичному трилері «Біла ніч» яка принесла їй нагороду від корейської асоціації кінокритиків. У наступному році вона зіграла одну з головних ролей в романтичній комедії «Агентство Сірано», роль в цьому фільмі принесла їй численні нагороди корейських кінофестивалів. У 2012 році Мін Чон зіграла головні ролі в романтичній комедії «Чудове радіо» та серіалі «Великий» знятому за сценаріем відомих сестер Хон. У лютому 2014 року вийшов в ефір серіал «Хитрість однієї леді», головну роль в якому зіграла Мін Чон. Після чого акторка зробила перерву в кар'єрі приблизно на два роки у зв'язку з народженням дитини.
Повернулася акторка у лютому 2016 року, зігравши другорядну роль в мелодраматичному серіалі «Поверніться, Містер». Наприкінці 2018 року відбулася прем'єра романтичного серіалу «Долі та Фурії», головну роль в якому виконує Мін Чон. Наприкінці березня 2020 року побачив світ серіал вихідного дня «Ще раз», одну з головних ролей в якому грає Мін Чон.

### Особисте життя
Чоловік Мін Чон — відомий південнокорейський актор Лі Бьон Хон. Вони нетривалий час зустрічалися ще у 2006 році, але вирішили розійтися. Поновили свої стосунки вони у 2012 році, невдовзі стало відомо що пара має одружитися. Весілля відбулося 10 серпня 2013 року в одному з найпрестижніших готелів Сеула, на весілля було запрошено близько 900 гостей. У січні 2015 року стало відомо що подружжя чекає первістка, 31 березня того ж року Мін Чон народила сина.

## Фільмографія

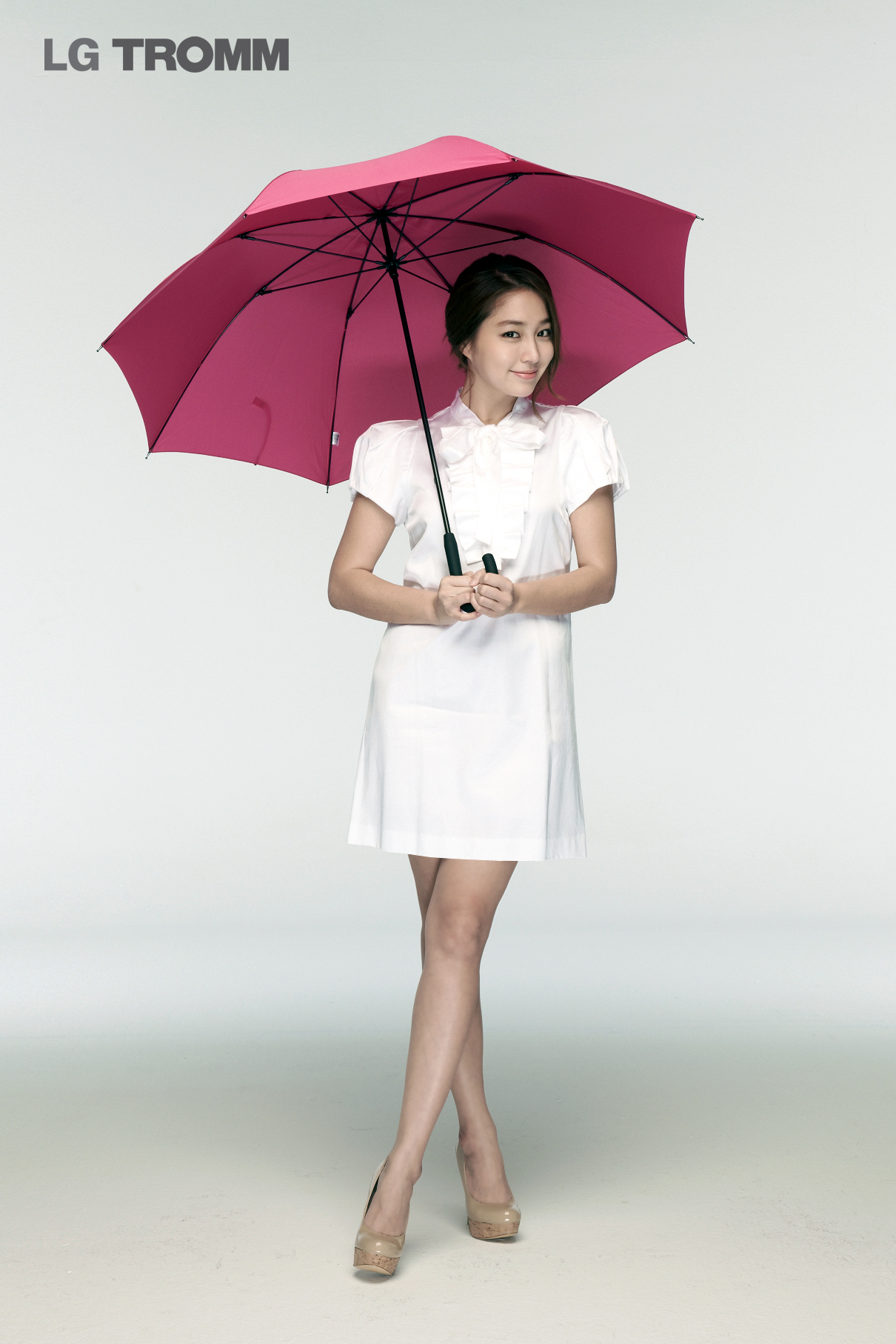
Лі Мін Чон на зйомках реклами (2007 рік)

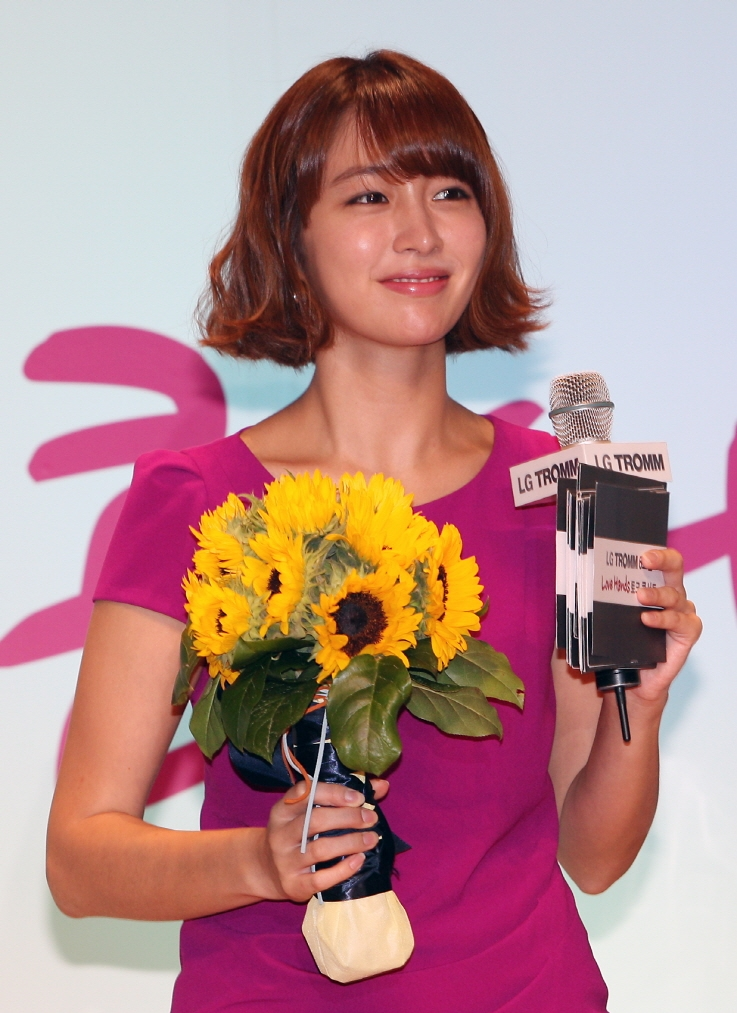
Лі Мін Чон у 2012 році

### Телевізійні серіали
| Рік       | Назва                       | Роль                    | Мережа |
| --------- | --------------------------- | ----------------------- | ------ |
| 2005      | «Кохання та симпатія»       | Кім Йон Чжу             | SBS    |
| 2006-2007 | «Покохай мене, коли зможеш» | Ха Чон Хва              | MBC    |
| 2007-2008 | «Кубики марінованої редьки» | Лі Мін До               | MBC    |
| 2008      | «Хто ти»                    | Ян Чі Сук               | MBC    |
| 2009      | «Хлопці кращі за квіти»     | Ха Че Кьон              | KBS2   |
| 2009-2010 | «Усміхнися, ти»             | Со Чон Ін               | SBS    |
| 2010      | «Ланчбокс»                  | Хї Йон                  | MBC    |
| 2011      | «Мідас»                     | Лі Чон Йон              | SBS    |
| 2012      | «Великий»                   | Гіль Де Ран             | KBS2   |
| 2013      | «Все про мій роман»         | Но Мін Йон              | SBS    |
| 2014      | «Хитрість однієї леді»      | На Е Ра                 | MBC    |
| 2016      | «Поверніться, Містер»       | Сін Да Хе / Хан Хон Нан | SBS    |
| 2018-2019 | «Долі та Фурії»             | Гу Хе Ра                | SBS    |
| 2020      | «Ще раз»                    | Сон На Хї               | KBS2   |

### Фільми
| Рік  | Назва                      | Роль                      |
| ---- | -------------------------- | ------------------------- |
| 2004 | «Хтось особливий»          | подруга Ї Йон             |
| 2005 | «Вологі мрії 2»            | студентка другого року #3 |
| 2006 | «Мудорі»                   | Юн Хї                     |
| 2007 | «Обрізка виноградної лози» | Юн Су А / Елена           |
| 2009 | «У пошуках слона»          | Су Йон                    |
| 2009 | «Біла ніч»                 | Лі Сі Юн                  |
| 2010 | «Агентство Сірано»         | Кім Хї Чон                |
| 2012 | «Чудове радіо»             | Сін Чін А                 |
| 2023 | «Перемикач»                | Су Хян                    |

## Нагороди
| Рік  | Нагорода                                  | Категорія                                                 | Робота                 | Результат | Прим.         |
| ---- | ----------------------------------------- | --------------------------------------------------------- | ---------------------- | --------- | ------------- |
| 2009 | 17-та Премія SBS драма                    | Нова зірка                                                | «Усміхнися, ти»        | Перемога  | [ 19 ]        |
| 2010 | 46-та Премія Пексан                       | Краща нова акторка телебачення                            | «Усміхнися, ти»        | Номінація |               |
| 2010 | Премія Корейської асоціації кінокритиків  | Краща нова акторка                                        | «Біла ніч»             | Перемога  | [ 3 ]         |
| 2010 | 47-ма Кінопремія Великий дзвін            | Краща нова акторка                                        | «Агентство Сірано»     | Перемога  | [ 20 ]        |
| 2010 | 47-ма Кінопремія Великий дзвін            | Нагорода за популярність (акторки)                        | «Агентство Сірано»     | Перемога  | [ 20 ]        |
| 2010 | Премія Ікона стилю                        | Ікона стилю (кіноакторки)                                 | «Агентство Сірано»     | Перемога  |               |
| 2010 | 31-ша Кінопремія Блакитний дракон         | Краща нова акторка                                        | «Агентство Сірано»     | Перемога  | [ 21 ]        |
| 2010 | Корейська ювелірна премія                 | Рубінова нагорода                                         | Н/Д                    | Перемога  |               |
| 2010 | Корейський університетський кінофестиваль | Краща нова акторка                                        | «Агентство Сірано»     | Перемога  |               |
| 2010 | Режисерська премія                        | Краща нова акторка                                        | «Агентство Сірано»     | Перемога  | [ 22 ]        |
| 2011 | 47-та Премія Пексан                       | Краща нова кіноакторка                                    | «Агентство Сірано»     | Номінація |               |
| 2011 | 47-та Премія Пексан                       | Нагорода InStyle Fashionista                              | Н/Д                    | Перемога  |               |
| 2011 | 19-та Премія SBS драма                    | Нагорода за майстерність (акторка спеціальної драми)      | «Мідас»                | Номінація |               |
| 2012 | 5-та Премія стилю життя Herald Donga TV   | Ікона стилю                                               | Н/Д                    | Перемога  | [ 23 ]        |
| 2012 | 26-та Премія KBS драма                    | Нагорода за майстерність (акторка мінісеріалу)            | «Великий»              | Номінація |               |
| 2012 | 26-та Премія KBS драма                    | Netizen нагорода (акторки)                                | «Великий»              | Номінація |               |
| 2012 | 26-та Премія KBS драма                    | Краща пара (разом з Кон Ю)                                | «Великий»              | Номінація |               |
| 2013 | Сеульська міжнародна премія драми         | Видатна корейська акторка                                 | «Великий»              | Номінація |               |
| 2014 | 33-тя Премія MBC драма                    | Нагорода за високу майстерність (акторка мінісеріалу)     | «Хитрість однієї леді» | Номінація |               |
| 2019 | 27-ма Премія SBS драма                    | Нагорода за майстерність (акторка середньотривалої драми) | «Долі та Фурії»        | Номінація |               |
| 2020 | 34-та Премія KBS драма                    | Нагорода за високу майстерність (акторка)                 | «Ще раз»               | Перемога  | [ 24 ]        |
| 2020 | 34-та Премія KBS драма                    | Нагорода за майстерність (акторка серіалу)                | «Ще раз»               | Номінація | [ 24 ]        |
| 2020 | 34-та Премія KBS драма                    | Краща пара (разом з Лі Сан Йопом)                         | «Ще раз»               | Перемога  | [ 24 ]        |
| 2020 | 7-ма Премія «Зірок МААТР»                 | Краща акторка довготривалої драми                         | «Ще раз»               | Перемога  | [ 25 ] [ 26 ] |
| 2020 | 7-ма Премія «Зірок МААТР»                 | Популярна зірка (акторки)                                 | «Ще раз»               | Номінація | [ 25 ] [ 26 ] |

### Списки
| Видавець | Рік  | Список                | Місце | Прим.  |
| -------- | ---- | --------------------- | ----- | ------ |
| Forbes   | 2011 | Korea Power Celebrity | 29-те | [ 27 ] |
| Forbes   | 2012 | Korea Power Celebrity | 29-те | [ 28 ] |
| Forbes   | 2013 | Korea Power Celebrity | 37-ме | [ 29 ] |